# Синайський Василь Серафимович
Василь Серафимович Синайський рос. Васи́лий Серафи́мович Сина́йский (20 квітня 1947, концтабір Абезь Комі АРСР) — російський піаніст і диригент.

## Біографія
Народився у концтаборі Абезь, де каралися в ув'язненні його батьки. Дитинство провів на півночі Комі АССР. 
Навчався в Ленінградської консерваторії у Іллі Мусіна. Починав як диригент асистентом Кирила Кондрашина в симфонічному оркестрі Московської філармонії. У 1973 виграв золоту медаль на конкурсі Караяна в Берліні.
У 1991-1996 — музичний директор і головний диригент симфонічного оркестру Московської філармонії. Головний диригент симфонічного оркестру Латвії, головний запрошений диригент симфонічного оркестру Нідерландів, з 1996 — головний запрошений диригент симфонічного оркестру Бі-Бі-Сі. У 2000-2002 роках — музичний директор Державного симфонічного оркестру Росії. У 2004-2005 виступав з Лондонським симфонічним оркестром. Працював також з Бірмінгемським симфонічним оркестром, шотландськими Королівським, Симфонічним та Камерним оркестрами, Роттердамським, Дрезденським і Чеським філармонічними оркестрами, оркестрами радіо Фінляндії та Франкфурта, симфонічними колективами Детройта і Атланти. Виступає також як оперний диригент. Багаторазово виступав в Великому театрі, Латвійському Державному оперному театрі, брав участь у постановці Пікової дами з Юрієм Любимовим в Дрездені, Берліні і Карлсруе. C 2007 — головний диригент Симфонічного оркестру Мальме.
З 2010 року зайняв пост головного диригента Великого театру.
Серед здійснених записів — твори Антона Аренського, Мілія Балакірєва, Михайла Глінки, Яніса Івановса, Анатолія Лядова, Сергія Ляпунова, Сергія Рахманінова, Миколи Римського-Корсакова, Петра Чайковського, Франца Шмідта, Франца Шрекера, Родіона Щедріна.